# Ron Dennis
Ronald Dennis (Woking, Inglaterra, 1 de junio de 1947) es un empresario británico, reconocido por haber sido director del equipo McLaren de Fórmula 1. También es expresidente ejecutivo de McLaren Automotive y McLaren Group, además de un importante accionista de ambas compañías.
De 1981 a 2016, Dennis había sido el director del equipo McLaren y fue piedra angular en la transformación del equipo para convertirlo en un contendiente por los campeonatos mundiales de forma regular. Títulos de Constructores y Pilotos del Mundo han sido ganados por la escudería británica con pilotos como Niki Lauda, Alain Prost o Ayrton Senna.

## Trayectoria
Con 16 años abandonó sus estudios para empezar como aprendiz de mecánico en los talleres Thompson & Taylor. Cuando la empresa fue adquirida por el grupo Chipstead, Dennis dio sus primeros pasos en el mundo del motor de competición en 1966 en la compañía subsidiaria Cooper Racing Car Company. Después se unió al equipo Brabham Racing y en 1968 fue jefe de mecánicos de dicho equipo. Tres años después Ron Dennis fundó su propia compañía junto a Neil Trundle, Rondel Racing. Durante los años 70 estuvo en diversos equipos de éxito, centrándose en la Fórmula 2.
Tres años después junto con Neil Trundel, fundó su propia compañía, Rondel Racing, con el que ganó carreras en el campeonato de Fórmula 2. En los años 70 estuvo en varios equipos de éxito de F2 y también compitió en el BMW M1 Procar Championship. A finales de 1973 Dennis intento preparar el ascenso de Rondel Racing a Fórmula 1 para 1974; se planeó un monoplaza de F1 diseñado por Ray Jessop, pero la crisis energética afectó el respaldo de Motul. Sin embargo,  Dennis no tenía el fondo general de todos modos y abandonó el proyecto pero, Trundle continuó trabajando en el monoplaza ya diseñado de Jessop y Vlassopulos y Grob se hizo cargo de la propiedad del equipo, y el automóvil se convirtió en el RJ02 de Token Racing. 

### McLaren
En finales de 1980, Ron se unió con su recién creada compañía Project Four al equipo McLaren. Desde ese año, McLaren ha ganado siete Campeonatos del Mundo de Constructores y 10 Campeonatos del Mundo de Pilotos (con Niki Lauda, Ayrton Senna, Alain Prost, Mika Häkkinen y Lewis Hamilton). 
En 1989, Ron fue el cofundador de McLaren Cars, que diseña y fabrica el revolucionario coche del equipo de Fórmula 1 de 1984. La empresa ahora denominada McLaren Automotive fabrica los coches de los equipos de las distintas categorías de Mercedes-Benz SLR McLaren en nombre de Daimler.
Tiene 2 hijas y un hijo con Lisa Dennis, con la que estuvo casado desde 1986 hasta 2008.
En 2001, Dennis es galardonado con la medalla de oro BRDC en reconocimiento por su contribución al deporte del motor.

### Temporada 2007
En 2007, consigue el fichaje de Fernando Alonso, con el que se pretende asegurar el título ansiado después de años de sequía. El último campeón con la escudería inglesa fue Mika Häkkinen. Las buenas previsiones se convirtieron en pesadilla cuando el principiante Lewis Hamilton comenzó a obtener unos buenos resultados, llegando a superar puntualmente a Fernando Alonso. Esto provocó una lucha entre la prensa británica y española que creó un ambiente insostenible en el equipo. Desde varios sectores de la prensa se opinó que Lewis Hamilton gozaba de total inmunidad en el equipo, llegando incluso a denunciar al propio equipo McLaren en su favor. Es el caso del Gran Premio de Hungría. Este gran premio, inició un punto de inflexión porque después de él, Fernando Alonso presentó pruebas contra McLaren y la escudería fue sancionada por espionaje a Ferrari con una multa de 100 millones de dólares, la mayor de la historia y con la pérdida de los puntos del campeonato de constructores. 
La relación entre Fernando Alonso y Ron Dennis se rompió hasta tal punto que este último, llegó a decir que tenían el enemigo en casa. La prensa española empezó a denunciar y un trato desfavorable contra Fernando Alonso tanto en decisiones estratégicas como técnicas, que perjudicó al piloto español, esto último negado rotundamente desde el equipo McLaren. Aun así, los dos compañeros de equipo terminaron empatados a puntos con un final de mundial donde un fallo del piloto en el volante del coche de Lewis Hamilton hizo que este no se alzara con la victoria del campeonato en 2007, ganándolo de este modo el finlandés Kimi Räikkönen de Scuderia Ferrari.

### Años posteriores
Los problemas en la gestión de Dennis durante 2007 no le impidieron mantener su poder en el actual equipo McLaren, donde el fabricante de motores Mercedes-Benz intenta ganar peso y mejorar la gestión de un equipo con unos medios tremendos y un gran potencial económico y humano. Finalmente, Lewis Hamilton se proclamaría campeón en 2008, cortando una sequía de 8 años sin títulos para la escudería.
El 16 de enero de 2009 comunicó su decisión de ser relevado en el cargo de jefe del equipo, siendo sustituido por Martin Whitmarsh a partir del 1 de marzo del mismo año.
En 2014 volvió como CEO de McLaren, asumiendo el mando de todas las áreas deportivas de la marca, dejando fuera del proyecto a Martin Whitmarsh. Ese mismo año, Ron Dennis anuncia la vuelta de Honda como suministrador único de McLaren, finalizando así la relación con Mercedes.
El 16 de noviembre de 2016 Mansour Ojjeh, CEO de Tag Group y Mahmood H. Alkooheji, director ejecutivo de Mumtalakat Holding Company, ambos grandes accionistas de McLaren, le pidieron a Ron Dennis que abandonara su cargo de director de McLaren Group. Dennis lamentó que varios de los accionistas del grupo hayan decidido revocarle para que así tuviera una jubilación anticipada después de 35 años de gestión.